# Christopher Loeak
Christopher Loeak (n. 11 noiembrie 1952, Ailinglaplap Atoll⁠(d), Insulele Marshall) a fost președintele Insulelor Marshall în perioada 2012-2016.